# Cristina Parodi Live
Cristina Parodi Live è stato un programma televisivo condotto da Cristina Parodi e trasmesso in diretta dal 10 settembre al 21 dicembre 2012 su LA7.

## La trasmissione
Il programma, presentato da Cristina Parodi appena passata a LA7, occupava la fascia pomeridiana dell'emittente e iniziò il 10 settembre 2012.
Inizialmente la trasmissione era divisa in due parti: Cristina Parodi Live in onda dalle 14.00 alle 15.50 e Cristina Parodi Cover dalle 17.50 alle 18.20; le due parti erano inframezzate dal telefilm francese Il commissario Cordier.
La prima parte (Cristina Parodi Live) in onda dalle 14.00 alle 15.50, si concentrava sui principali avvenimenti del giorno, appena enunciati dal TG LA7, discussi con degli opinionisti nello spazio Bianco e Nero; seguiva lo spazio Fratelli d'Italia in cui alcuni giornalisti stranieri che vivono e lavorano in Italia, ospiti fissi del programma, commentavano i fatti di politica, attualità e cronaca del nostro Paese, confrontandosi anche con alcuni ospiti ed infine il Live con, un'intervista faccia a faccia della conduttrice che ogni giorno si confrontava con una diversa personalità del mondo del cinema, della musica, della televisione, della cultura, della politica o dello sport.
La seconda parte (Cristina Parodi Cover) in onda dalle 17.50 alle 18.20 era invece incentrata su tematiche di costume ed aveva il compito di fare da traino al programma I menù di Benedetta condotto dalla sorella della presentatrice, Benedetta.
Dopo un mese di trasmissione, in seguito ai bassi ascolti registrati, il programma viene fuso in un unico segmento, che porta alla cancellazione di Cristina Parodi Cover.
Il nuovo Cristina Parodi Live andava in onda dalle 14.00 alle 16.30.
Il 26 novembre il programma, per tentare di alzare gli ascolti, sempre molto bassi rispetto alla media della rete anche dopo l'unione dei due segmenti, apporta nuove modifiche nella scenografia e negli argomenti trattati, iniziando anche a parlare, oltre che di politica, cronaca ed attualità, anche di temi più leggeri come gossip, moda, tendenze, spettacolo ed introducendo anche nuovi ospiti fissi come Diego Passoni, Alba Parietti, Francesca Cipriani e la comica Katia Follesa che chiudeva il programma con degli sketch satirici.
Nonostante le modifiche apportate, però, gli ascolti non migliorano (rimanendo sempre sulla media del 2%, con picchi negativi del 1,7%) e il 19 dicembre 2012 la conduttrice ha annunciato la chiusura della trasmissione dopo appena quattro mesi di programmazione.